# Sphaerophysa salsula
Sphaerophysa salsula là một loài thực vật có hoa trong họ đậu. Nó có nguồn gốc châu Á nhưng nó được biết đến ở nhiều nơi khác trên thế giới như là một loài được giới du nhập và thường là cỏ dại độc hại. Nó phát triển trong đất canh tác và môi trường sống bị xáo trộn, dễ dàng chịu đựng chất nền kiềm. Nó thường được thấy trong các khu vực nơi cỏ linh lăng được trồng, bởi vì những hạt giống của hai loài này trông giống như hạt giống cỏ dại có thể dễ dàng nhập khẩu với hạt giống cây trồng.
Đây là một loài thân thảo sống lâu năm với chiều cao 1,5 mét. Nó tái tạo thông qua hạt giống cũng như mọc lên mạnh mẽ từ hệ thống rễ leo của nó. Các thân cây được phủ một lớp lông ngắn màu trắng. 

## Hình ảnh

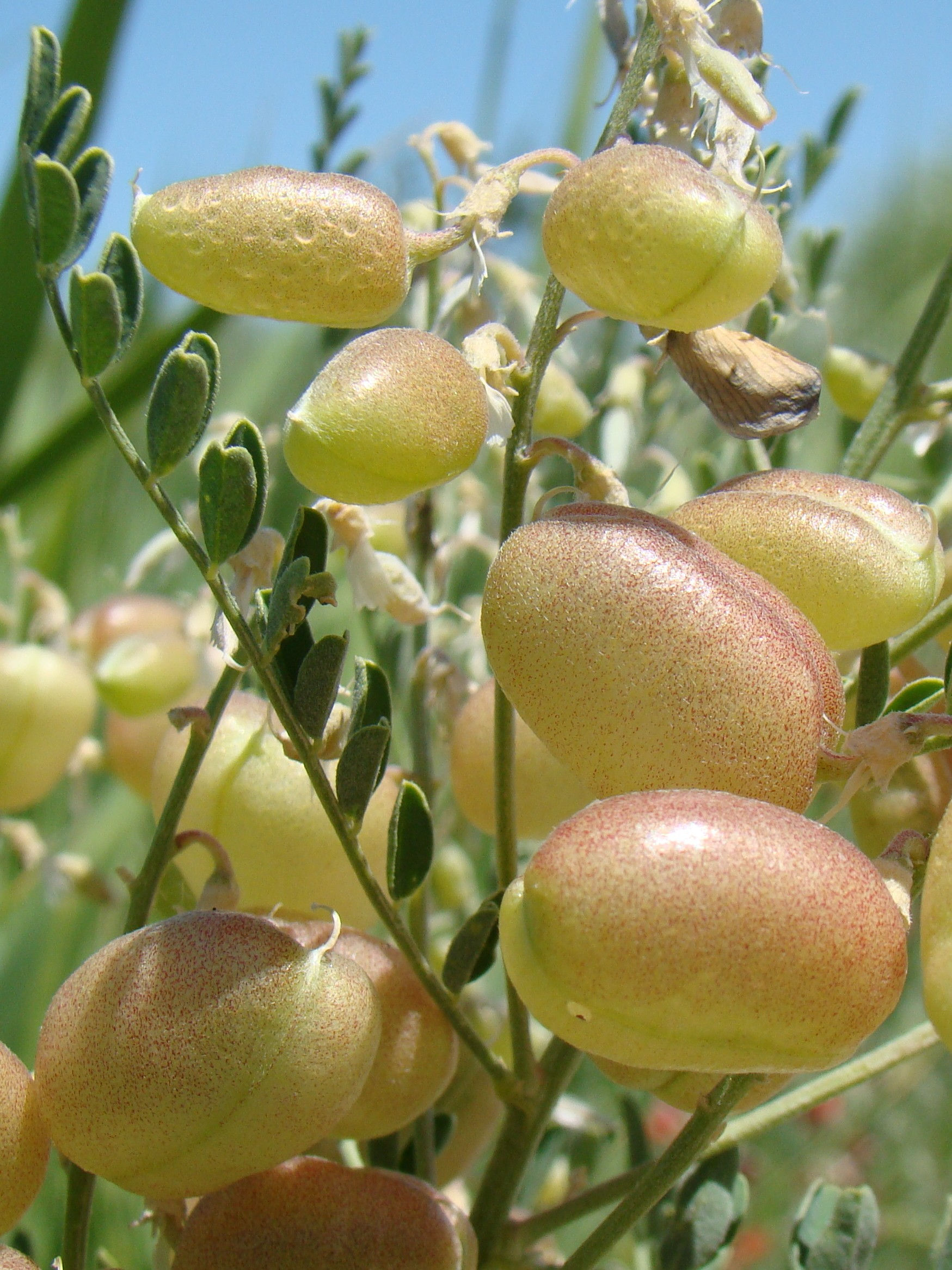
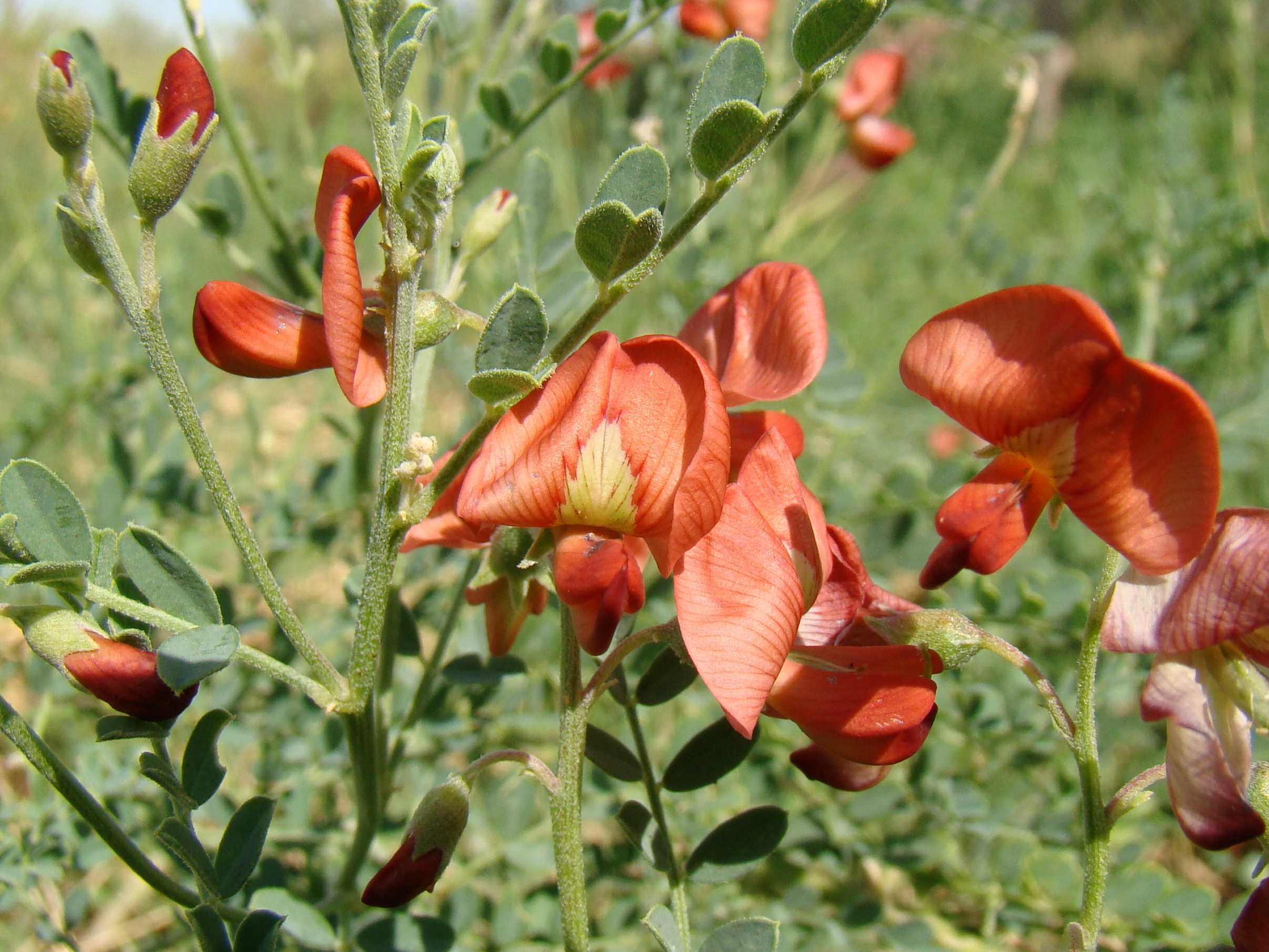
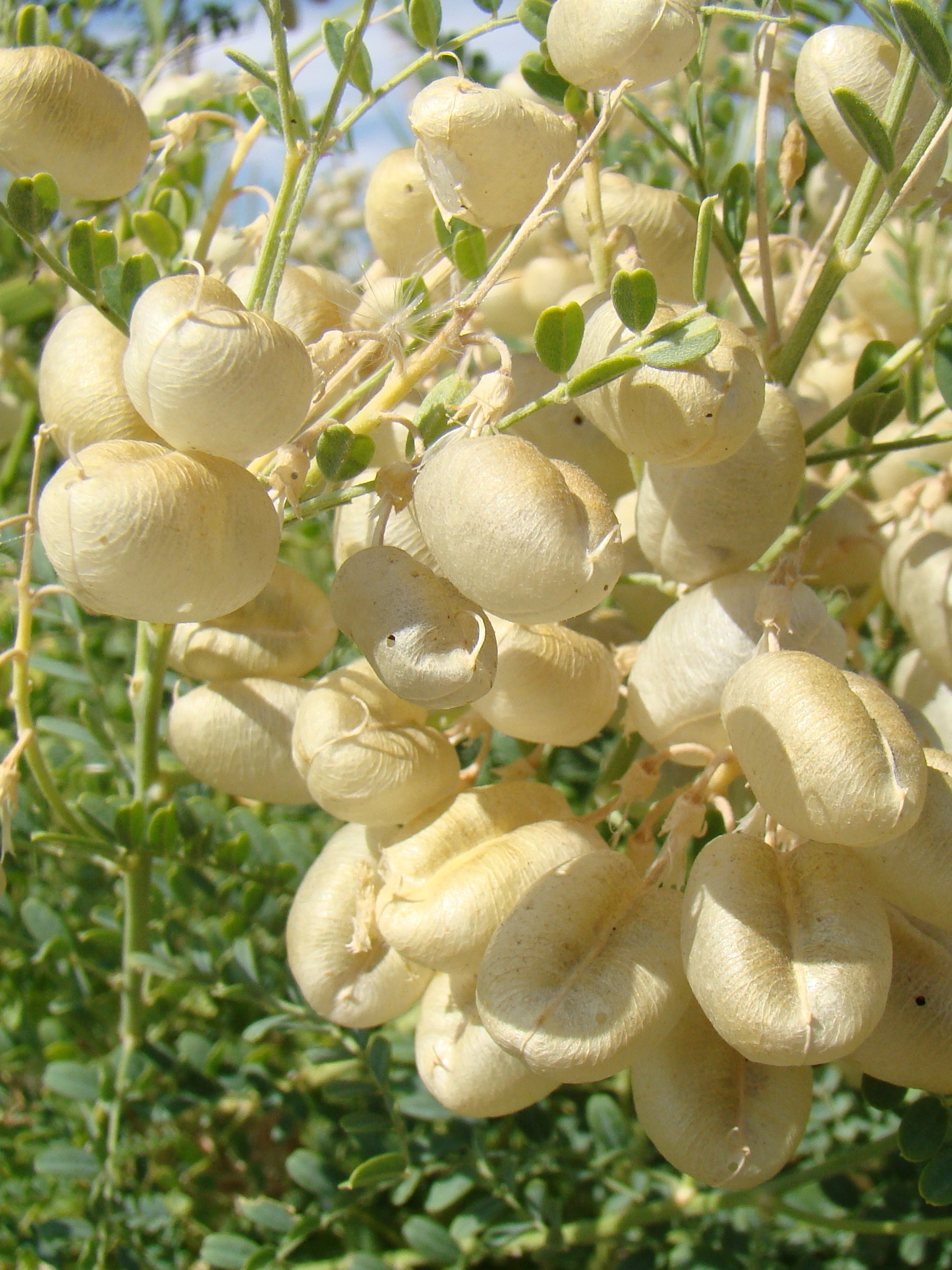
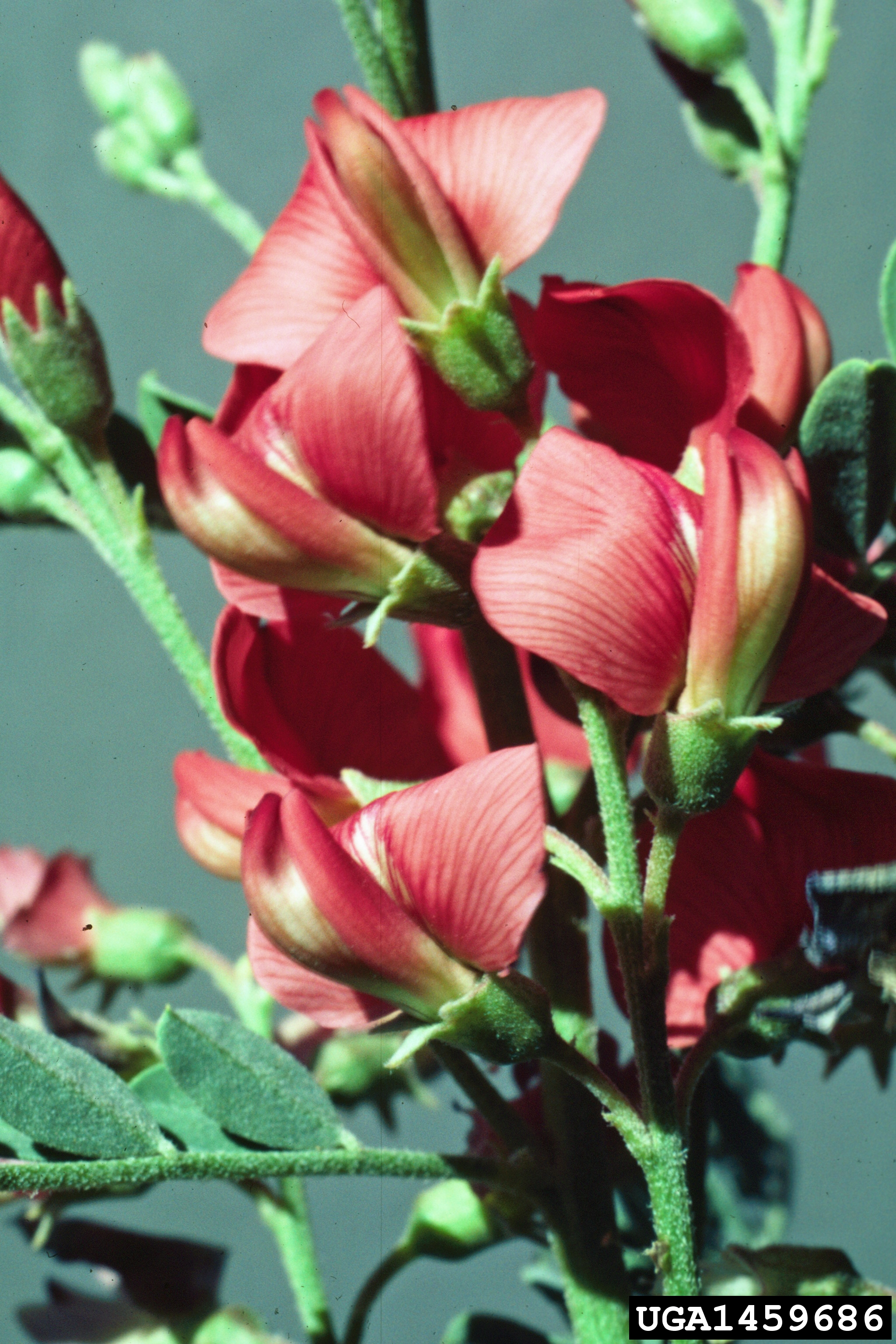